# 대중 전달

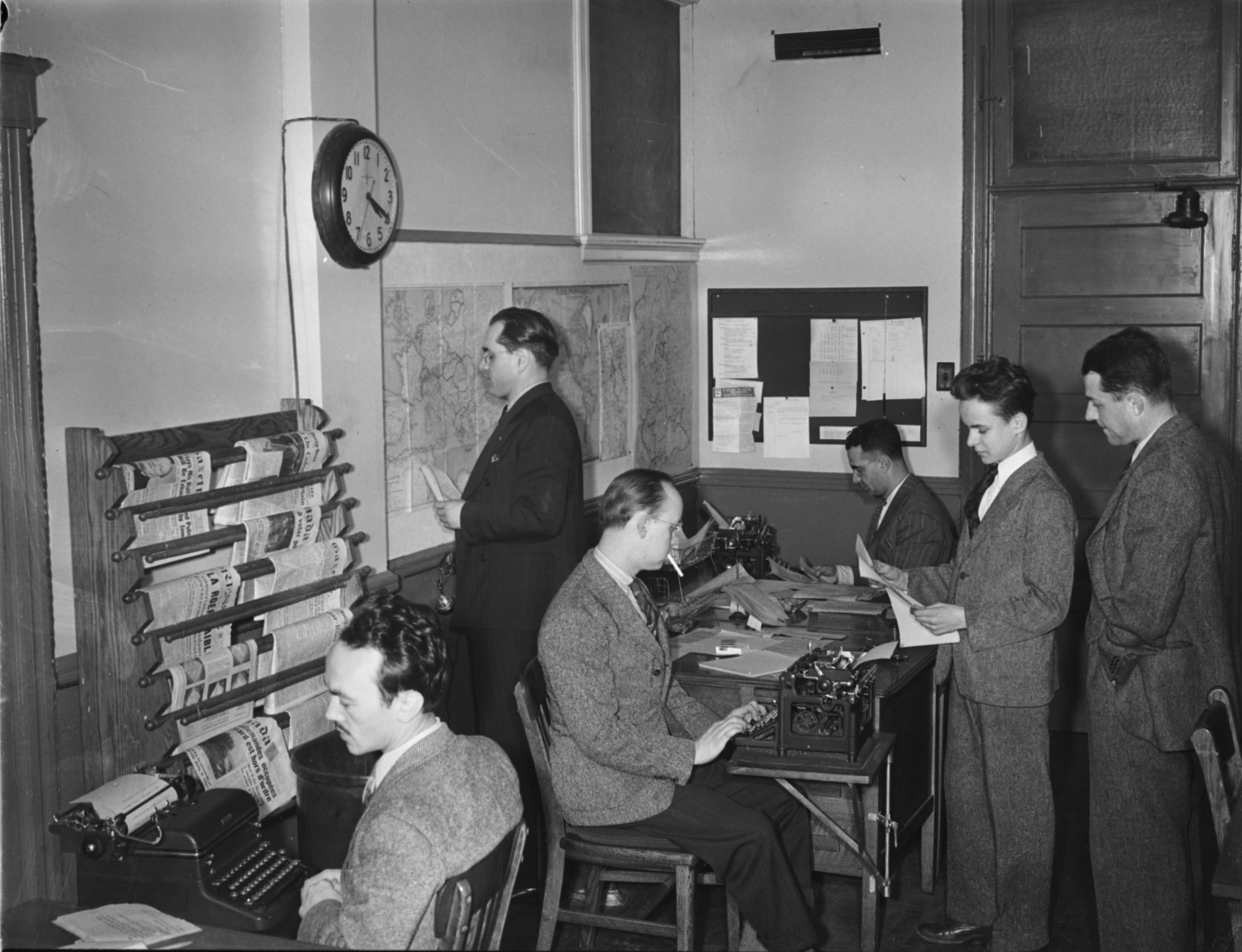

대중 전달(大衆傳達) 또는 매스 커뮤니케이션(mass communication)은 신문·라디오·텔레비전·잡지 등의 매체들을 통해서 행해지는 대중에의 대량적인 전달을 말하는 사회현상이다.
고도로 과학기술이 발달된 현대에서는 인간의 사회환경이 확대되어서 이 환경에 대처해 가는 지식과 정보를 신속하게 터득할 필요에서 대중 전달이 발달했다. 그 조직이나 영향력이 거대해지면서 개인의 교양이나 체험에 의한 판단을 압도한다. 또한 정부나 대자본이 보도기관을 독점하고 통제하는 경향이 증대되고 있다.

## 용어
원래 커뮤니케이션이라는 말은 라틴어로 '공통되다, 공유하다, 알리다, 전달하다' 등의 뜻을 갖는 communication에서 유래되었다. 이 말이 1945년 유네스코 헌장을 통해 대중 또는 대량의 의미로 번역·이해되는 mass라는 말과 합쳐져 매스 커뮤니케이션으로 사용되었다.
대중 전달을 영어 명칭인 매스 커뮤니케이션의 약자를 따서 매스컴이라 흔히 부르기도 한다. 일부에서 매스컴이란 단어를 언론 기관의 의미로 사용하는 경우가 있는데, 혼동의 여지가 있으므로 피하는 것이 좋다.

## 퍼스널 커뮤니케이션과의 차이
커뮤니케이션 작용에는 퍼스널 커뮤니케이션(영어: personal communication)과 매스 커뮤니케이션, 이 두가지가 있다. 퍼스널 커뮤니케이션은 지식·판단·감정·의지와 같은 의식의 전달이 개인적, 면접적인 상호 작용을 의미한다.
퍼스널 커뮤니케이션과 달리 매스 커뮤니케이션은 어느 한 쪽의 표현에 다른 쪽이 반응하는 게 거의 불가능하다. 따라서 전달이 일방적 흐름으로 될 수밖에 없다.

## 발달사
커뮤니케이션 자체는 원시시대 이래로 인간사회 성립을 위한 불가결한 요소가 되어왔다. 하지만, 근대사회에 들어서서 매스 커뮤니케이션이라는 커뮤니케이션의 특수한 형태가 발달하기 시작하였다. 차츰 인구증가, 인간생활영역 확대로 인해 보조수단이 없이는 서로의 원활한 의사소통이 어렵게 되었다. 뿐만 아니라 사회 구성원 모두에게 행동과 사고의 일정한 규준(規準)이 필요하게 되는 상황이 오게 되었다.
이런 문제는 1446년 구텐베르크의 인쇄술 발명을 기점으로 발달된 신문이 해결해 주었다. 물론 로마시대의 아크타 디우르나(Acta Diurna)나 당나라 시대의 저보(邸報)처럼 신문의 윈시적 역할을 한 고전적 형태의 관보신문(官報新聞)도 존재하였다. 그러나 신문이 대량매체로서 그 기능을 본격적으로 발휘하기 시작한 시기는 산업혁명 이후에 급속히 이루어진 도시화·근대화 및 산업화와 때를 같이한다. 산업혁명 후의 기계기술의 발달은 신문의 대량인쇄를 가능하게 하였다. 또한, 유럽내 자본주의 경제체제 형성과 근대시민사회의 성립은 언론의 자유와 여론의 존중의 기초가 되었다.
1895년 마르코니가 발명한 무선전신은 1920년 미국 피츠버그 KDKA방송국이 최초로 라디오 방송을 시작하는데 도움을 주었다. 1889년 에디슨의 키네토스코프(kinetoscope)의 발명은 영화의 발전을 촉진시켜 주었다.
한편 1929년 영국, 1931년 미국, 그리고 1932년 독일에서 각각 텔레비전 시험전파를 띄우게 된다. 이를 기점으로 오늘날 텔레비전은 현존하는 대량매체 중에서 가장 현대적인 미디어로 발전한다.
또한 컴퓨터를 통한 정보전달체계로써 발전한 인터넷은 공간을 초월한 정보 교환을 가능하게 한다. 인터넷은 미국 국방부의 ARPAN으로부터 발전하여 학술연구 및 상업적 목적으로 운영되었다. 현재에는 매스 커뮤니케이션의 중요한 요소로 자리 잡고 있다.

## 기능
대중 전달의 순기능은 다음과 같다.
- 사회체계와 그 구성원의 안전을 도모키 위해서, 국내외에서 발생하는 중요 사건, 정세 변화를 알려주는 환경감시기능
- 사회체계를 최선의 상태로 유지·발전시키기 위해서 목표나 계획을 수립하고 결정하는 데 대하여 조언이나 비판을 하는 정책결정기능
- 정책결정기관이 수립한 제반 계획이나 시책을 그 구성원에게 알려주고, 대립적이며 이해 불일치 관계에 있는 집단이나 개인을 조정하고 협조하도록 도와주는 조직화기능
- 모든 사회구성원에게 필요로 하는 공통된 사회규범과 가치의식을 부여해 주는 문화유지 기능
- 사회체계의 유지존속을 위해서 그 구성원들의 정신적 긴장과 마찰을 해소해 주고 휴식을 취할 수 있도록 해주는 긴장해소 기능

역기능으로는 대중의 정치적 무관심의 증대, 대중문화의 질적 저하문제를 들 수 있다. 특히 대중 전달을 매개로 간접적으로 꾸며진 의사환경(擬似環境)이 그 예라고 볼 수 있다. 이 '꾸며진' 내용이 현실과 엄청나게 어긋날 경우, 사회구성원의 환경에 대한 적응을 어렵게 만든다. 또한 사람들의 머리 속에 일단 인식된 일그러진 의사환경은 나중에 올바르게 바뀐다고 하더라도 완전히 새롭게 바꾸기는 어렵다.

## 저질 전달
연예인의 멸칭은 '딴따라'로 신조어는 관악기 소리를 나타내는 영어 의성어 'tantara'에서 나왔다. 그 후에는 주한 미군을 통해 해당 영어 표현이 한국에도 퍼진 것이다. 1958년부터 신문지상에서 '딴따라 유행가' 등의 표현이 등장하며, 1960년부터는 이런 음악을 하는 사람들을 '딴따라'로 부르는 사례들이 등장한다. 이들은 5.16 군사정변 이후 '산업화와 국가 재건에 도움이 되지 않으면서 미풍양속을 해치는 잉여인간과 같은 존재들로 취급되어 단속의 대상이 되었다. 그러면서도 권력자들은 파티를 할 때마다 이런 연예인들을 불러서 공연을 하게 시키고, 공연 요청을 거절하면 마약 남용, 풍기문란 등 별별 이유를 들어가며 처벌하는 등 아랫사람으로 취급했다. 기록에 의하면, 상류층들이 노래를 부르는 연예인의 머리를 그릇으로 머리를 쳐서 '딴(tan)'이라는 소리가 나왔는데 여기서 추가되어 딴따라가 되었다는 말도 있다. 연예인이다보니 자주 시비를 당하기도 하는데 실제 일화가 공개되기도 했다. 이렇게 보면 연예인을 폄하하는 건 당시 기성세대들의 전유물로 잊혀질 듯할 것 같지만 의외로 모든 국민들 사이에서 머리가 무식하고 지능이 떨어진다는 이유, 천한 직업이라는 이유, 성접대 등에 관련된다는 이유, 천박한 행동을 한다는 이유 등으로 연예인들을 비웃는 어조로 쓰이는 멸칭이다. 하지만 연예 뉴스의 상당수는 연예인 따위의 가십따위를 다루어 최하급 뉴스로 분류되며, 이는 미디어 생태계를 더럽히는 요소로 작용하고 있다.

## 같이 보기
- 매스 커뮤니케이션 이론
- 뉴스 프로그램

## 참고 자료
- C. Wright Mills, The Mass Society, Chapter in the Power Elite,1956